# Memórica
Memórica o Memórica México, haz memoria es un repositorio digital de instituciones de México que pone a disposición recursos digitalizados relacionados con la historia y las expresiones culturales. Es un proyecto del Gobierno de México.
Tiene como objetivo compilar, gestionar y difundir, el patrimonio histórico y cultural que se encuentra bajo el resguardo de archivos y colecciones públicas y privadas. 
Para junio de 2020 el sitio ofrecía 53 mil objetos digitales, entre los que se encuentran: códices, libros impresos, caricaturas, dibujos, grabados, folletos, manuscritos, carteles, fotografías, mapas, prensa, filmaciones y grabaciones.

## Historia
La iniciativa fue presentada por la Coordinación de Memoria Histórica y Cultural de México en 2018. Posteriormente se presentó al público en febrero de 2020. Desde entonces, diversas instituciones públicas y privadas digitalizan sus archivos históricos participan.
En junio de 2021 abrió una muestra digital con fotografías y documentos, para conmemorar el 50 aniversario de la represión estudiantil del 10 de junio de 1971, conocida como El Halconazo.
Algunas de las instituciones que participan: Archivo General de la Nación, quien es la dependencia con el número más alto de recursos digitales disponibles, con más de 15 mil, Secretaría de Cultura, Cineteca Nacional, El Colegio de México, Universidad Nacional Autónoma de México, Centro de Estudios de Historia de México Carso, Universidad Iberoamericana, Cámara de Diputados, Instituto Nacional de Estudios Históricos de las Revoluciones de México, entre otras.

## Funciones
- Contribuir a la preservación de la memoria histórica y cultural de México
- Crear alianzas de colaboración entre instituciones públicas y privadas
- Proporcionar materiales de apoyo a docentes, investigadores, especialistas y público en general.[10]